# نیالای کوهی
نیالای کوهی (نام علمی: Tragelaphus buxtoni) نام یک گونه از سرده بزآهو است.